# Lembit Ulfsak
Lembit Ulfsak (ur. 4 lipca 1947 w Koeru, zm. 22 marca 2017 w Tallinnie) – estoński aktor i scenarzysta filmowy. Ulfsak wystąpił w filmie Mandarynki z roku 2013, który został nominowany do najlepszego filmu obcojęzycznego. Był to jeden z pięciu nominowanych filmów na 72. Plebiscycie Nagród Złotego Globu.

## Wybrana filmografia
- 1981: Karge meri
- 1983: Akademia pana Kleksa
- 1984: Dear, Dearest, Beloved, Unique...
- 1984: Mary Poppins, Goodbye
- 1985: Sofia Kovalevskaya
- 1986: In search of Captain Grant
- 1991: Siwa legenda
- 1992: Łza księcia ciemności
- 1993: Candles in the Dark
- 1994: Firewater
- 2001: The Heart of the Bear
- 2006: Vedma (The Power of Fear)
- 2008: Metropolita Andrzej (Vladyka Andrey)
- 2011: Lotte and the Moonstone Secret
- 2013: Mandarynki (Mandariinid)
- 2015: Szermierz (Miekkailija)